# The Brown Derby (film 1926)
The Brown Derby è un film muto del 1926 diretto da Charles Hines. La sceneggiatura si basa sull'omonima commedia musicale di E.S. Morlin e Brian Marlow.

## Trama
Tommy Burke, di mestiere, fa l'idraulico. Lui è un giovanotto bonario e gentile che non ha complessi di inferiorità per la sua condizione. Un giorno riceve in eredità una bombetta da uno zio che, dopo la sua morte, gli ha lasciato quell'eccentrico lascito convinto com'era che il cappello potesse portare fortuna a chiunque lo indossasse. Chiamato per una riparazione a casa Worthing, Tommy viene scambiato erroneamente per Adolph Plummer, il ricco zio australiano della padrona di casa. L'equivoco nasce dal fatto che il giovane si è fatto annunciare come "plumber" (l'idraulico), ma sia Edith che sua zia Anna, le padrone di casa, capiscono "Plummer", cioè il nome del parente di cui stanno attendendo l'arrivo. Tommy non chiarisce l'equivoco e, ben presto, tra lui ed Edith, scocca la scintilla. I due giovani si innamorano e, ancora per errore, finiscono per sposarsi mentre fanno da testimoni a un matrimonio celebrato per regolarizzare due che sono scappati da casa. Farrell, innamorato anche lui di Edith, convince la ragazza a fuggire con lui. Tommy, insieme alla sua inseparabile bombetta, si mette alla loro ricerca. Alla fine, le cose si mettono a posto quando arriva la notizia che il matrimonio è valido e che i due giovani sono veramente marito e moglie.

## Produzione
Il film fu prodotto dalla C.C. Burr Productions Inc. Le riprese terminarono a fine aprile o ai primi di maggio 1926.
Si suppone che The Brown Derby, l'originale commedia musicale che aveva come protagonisti Bert Wheeler e Robert Woolsey, sia stata rappresentata in prima a New Haven e a Boston per poi approdare a Broadway all'inizio di giugno 1925.

## Distribuzione
Distribuito dalla First National Pictures, il film uscì nelle sale cinematografiche statunitensi il 4 luglio 1926 dopo essere stato presentato in prima speciale proiezione a New York il 21 maggio 1926. Il copyright del film, richiesto dalla First National, fu registrato il 16 giugno 1926 con il numero LP22817.
Copie della pellicola sono conservate negli archivi del Museum of Modern Art di New York, in quelli dell'UCLA Film and Television Archive di Los Angeles e in quelli del National Archives of Canada di Ottawa.